# Ecnomus nya
Ecnomus nya är en nattsländeart som beskrevs av Martin E. Mosely 1948. Ecnomus nya ingår i släktet Ecnomus och familjen trattnattsländor. Inga underarter finns listade i Catalogue of Life.